# Passeport DELPHINE

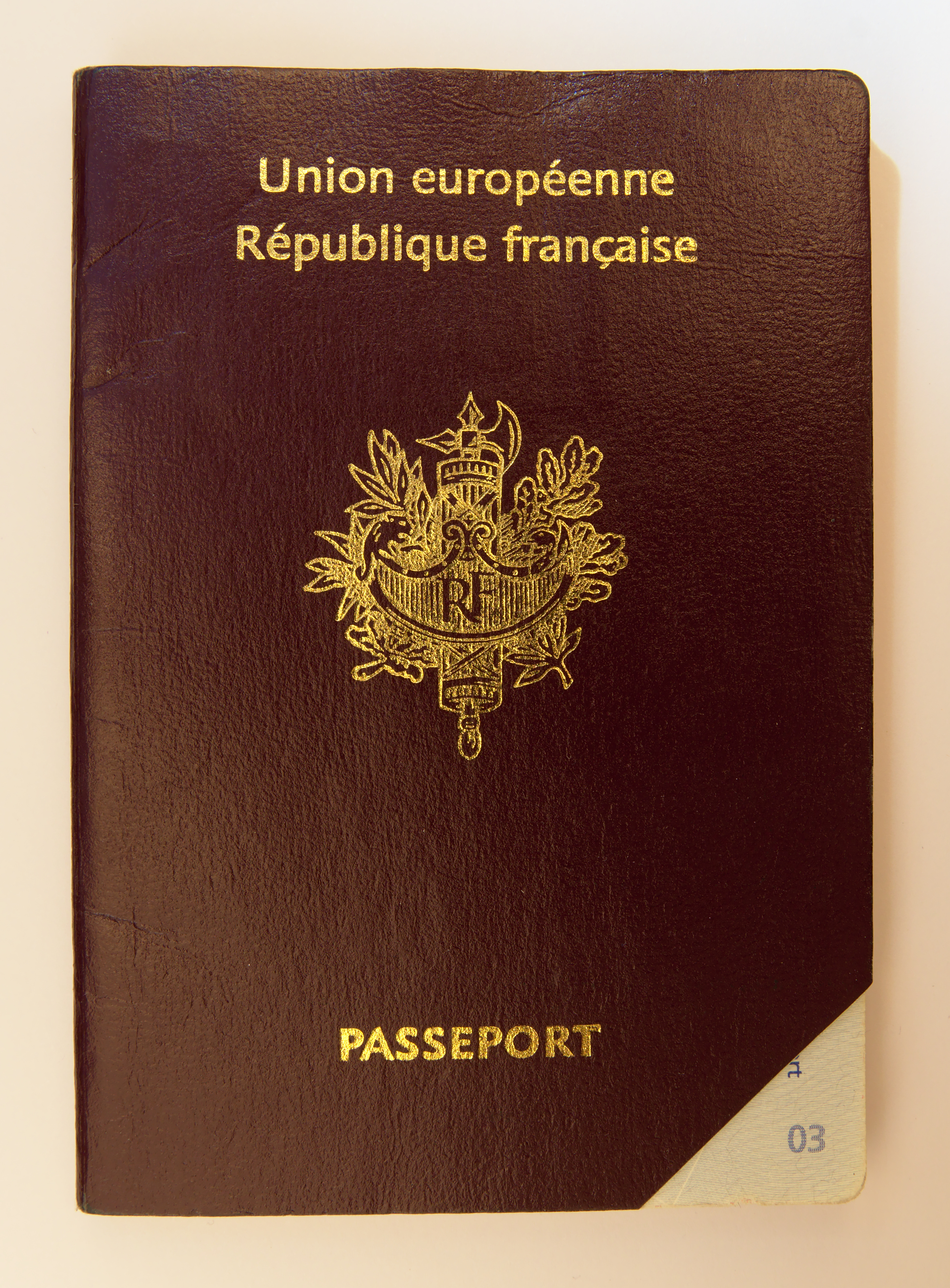
Passeport français de 2004 expiré en 2014 et annulé (coin coupé).

Le passeport DELPHINE (pour « Délivrance de passeports à haute intégrité de sécurité ») est un type de passeport français. Il comporte une zone à lecture optique. Contrairement à son prédécesseur qui contenait 32 pages, ce passeport contient 36 pages.
Il est d'abord remplacé en 2006 par le passeport électronique, puis depuis 2009 par le passeport biométrique contenant sur sa puce la photographie numérisée de son porteur, son état civil ainsi que deux empreintes digitales, de nouveau de 32 pages.

## Données
Ce passeport comporte les données suivantes sur le détenteur :
- Photographie imprimée,
- Nom,
- Prénoms,
- Sexe,
- Couleur des yeux,
- Taille,
- Date et lieu de naissance,
- Adresse,
- Nombre d'enfants[4].

## Système DELPHINE
Un système DELPHINE de fabrication et de gestion des passeports est décrit par l'arrêté du 22 novembre 1999 portant création par le ministère de l'Intérieur d'un traitement automatisé d'informations nominatives relatif à la délivrance des passeports. Avant délivrance, les autorités consultent le fichier des personnes recherchées (FPR).